# Дытченко, Александр Степанович
Александр Степанович Дытченко (1912—1983) — Гвардии полковник Советской Армии, участник Великой Отечественной войны, Герой Советского Союза (1945).

## Биография
Александр Дытченко родился 2 июня 1912 года в селе Соколовка Ключевской волости Барнаульского уезда Томской губернии (ныне — Ключевский район Алтайского края). Окончил среднюю школу. В 1934 году Дытченко был призван на службу в Рабоче-крестьянскую Красную Армию. В 1939 году окончил Пензенское артиллерийское училище. Участвовал в боях на Хасане и Халхин-Голе. С июля 1941 года — на фронтах Великой Отечественной войны. В 1942 году был отозван с фронта и направлен преподавателем на курсы младших лейтенантов, затем стал начальником штаба учебного артиллерийского полка. В мае 1943 года вернулся на фронт. С лета 1943 года майор Дытченко командовал 1493-м самоходно-артиллерийским полком 11-го танкового корпуса 69-й армии 1-го Белорусского фронта. Отличился во время освобождения Польши.
Полк Дытченко принимал активное участие в освобождении Радома и Лодзи, форсировании Одера. За время Висло-Одерской операции он прошёл с боями 800 километров, подбив 26 танков и самоходных артиллерийских установок, уничтожив 39 артиллерийских орудий, 50 бронетранспортёров, около 400 автомашин.
Указом Президиума Верховного Совета СССР от 27 февраля 1945 года подполковник Александр Дытченко был удостоен высокого звания Героя Советского Союза с вручением ордена Ленина и медали «Золотая Звезда».
После окончания войны Дытченко продолжил службу в Советской Армии. Окончил Высшую офицерскую бронетанковую школу. В 1953 году он в звании полковника был уволен в запас. Проживал и работал в Москве, скончался 25 июля 1983 года.
Был также награждён орденами Красного Знамени, Александра Невского, Красной Звезды, рядом медалей.